# Druhý zákon o nástupnictví
Druhý zákon o nástupnictví, známý také jako Zákon o nástupnictví na trůn z roku 1536 (28 Hen. 8. c. 7), byl zákon přijatý anglickým parlamentem v červnu 1536 během vlády Jindřicha VIII.

## Ustanovení
Druhý zákon o nástupnictví měl oficiální název Zákon týkající se nástupnictví na trůn a byl také znám jako Zákon o nástupnictví na trůn (manželství) z roku 1536 (28 Hen. 8. c. 7). Tento zákon následoval po odsouzení a popravě Anny Boleynové a odstranil z linie následnictví jak její dceru Alžbětu I., tak Marii I., dceru Jindřicha z jeho prvního manželství s Kateřinou Aragonskou. Zákon tak nahradil První zákon o nástupnictví, který již dříve prohlásil Marii za nelegitimní a Alžbětu za předpokládanou dědičku. Nový zákon nyní prohlásil za nemanželské dítě i Alžbětu. Výsledkem bylo, že Jindřich v té době neměl žádné legitimní dítě, které by mohlo zdědit trůn – to se však změnilo narozením Eduarda VI. v říjnu 1537.
Vzhledem k tomu, že v době přijetí zákona neměl Jindřich žádného legitimního potomka, zákon mu udělil „plnou a úplnou moc a autoritu“ určit, kdo bude jeho nástupcem v případě, že zemře bez dědice ze svého těla, a to prostřednictvím listin nebo závěti.
Zákon rovněž vytvořil několik nových trestných činů velezrady, které se vztahovaly na jakýkoli pokus narušit nástupnictví trůnu pro osobu takto určenou, nebo prohlásit, že Jindřichova první dvě manželství s Kateřinou Aragonskou a Annou Boleynovou byla platná, případně že jeho třetí manželství s Janou Seymourovou bylo neplatné, nebo že jeho dcery jsou legitimní a jakýkoli syn z třetího manželství není.
Zákon rovněž požadoval, aby někteří Jindřichovi poddaní složili přísahu na podporu zákona, a odmítnutí této přísahy bylo považováno za velezradu. Azyl (tzv. právo útočiště) nebyl dostupný pro osoby obviněné z velezrady podle tohoto zákona, a kromě trestu smrti byl každý odsouzený z velezrady za narušení nástupnictví zbaven případného vlastního nároku na trůn.
Zákon dále prohlásil za velezradu jakýkoli pokus zpochybnit rozsudek smrti nad Thomasem Morem podle Zákona o velezradě z roku 1534 (26 Hen. 8. c. 13).
Nakonec zákon označil za velezradu jakýkoli pokus o jeho zrušení. Zákon byl v roce 1543 nahrazen Třetím zákonem o nástupnictví, který znovu zařadil Jindřichovy dcery do linie následnictví na trůn, avšak bez obnovení jejich legitimity.